# هرمان فرانسیس مارک
هرمان فرانسیس مارک (انگلیسی: Herman Francis Mark؛ ۳ مهٔ ۱۸۹۵ – ۶ آوریل ۱۹۹۲) یک شیمی‌دان اهل اتریش بود.